# Atractaspis irregularis
Atractaspis irregularis е вид влечуго от семейство Lamprophiidae. Видът не е застрашен от изчезване.

## Разпространение и местообитание
Разпространен е в Ангола, Бенин, Бурунди, Габон, Гамбия, Гана, Гвинея, Демократична република Конго, Екваториална Гвинея, Еритрея, Етиопия, Камерун, Кения, Кот д'Ивоар, Либерия, Нигерия, Руанда, Сиера Леоне, Танзания, Того, Уганда, Централноафриканска република и Южен Судан.
Обитава гористи местности, савани и крайбрежия.